# Kettler (famiglia)
I Kettler (a volte trascritto anche come Ketteler) furono una famiglia nobiliare di origine tedesca. Originariamente proveniente dalla Vestfalia, divenne nel 1561, grazie a Gotthard Kettler la dinastia regnante sul Ducato di Curlandia e Semigallia fino al 1737.

## Origini
La famiglia Kettler vanta una lunga tradizione nobiliare; Corrado I Kettler, nominato castellano di Hüsten intorno all'anno 1233, è considerato il capostipite della casata, le cui origini si possono dunque far risalire al periodo medievale.
Il discendente Goswin Kettler zu Assen (c. 1400 – c. 1471) divise la sua proprietà con il fratello più giovane Röttger intorno al 1440, e fondò un nuovo ramo della casata, dandogli da quel momento il nome di Kettler Neu Assen. Modificò inoltre lo sfondo del suo stemma nobiliare (da argento ad oro) - motivo per il quale il nuovo ramo è denominato ramo d'oro. Il ramo d'argento prese invece la denominazione di Kettler Alt Assen.

## Duchi di Curlandia (1561 - 1737)
Nel 1561 Gotthard Kettler, un discendente del ramo d'oro della casata, venne nominato Gran Maestro dell'Ordine livoniano. Al termine della Guerra di Livonia egli secolarizzò le terre precedentemente appartenenti all'Ordine, creando il Ducato di Curlandia e Semigallia, di cui divenne il primo sovrano.